# Дзоблаев, Марат Азиханович
Марат Азиханович Дзоблаев (род. 1 сентября 1966, с. Хазнидон, Ирафский район, Северо-Осетинская АССР, СССР) — советский и российский футболист.

## Карьера
Воспитанник СДЮШОР «Спартак» Орджоникидзе. За свою карьеру выступал в советских и российских командах «Спартак» (Орджоникидзе), «Спартак» (Москва), «Локомотив» (Нижний Новгород), «Локомотив» (Санкт-Петербург) и «Спартак» (Нальчик).
После завершении карьеры игрока был главным тренером российских клубов «Автодор» (Владикавказ) и «Торпедо» (Армавир), а также входил в тренерский штаб основного и дублирующего состава «Алания» (Владикавказ).